# Булгаковское сельское поселение (Смоленская область)
Булгаковское сельское поселение — муниципальное образование в составе Духовщинского района Смоленской области России. Административный центр — деревня Булгаково.

## История
Образовано Законом Смоленской области от 2 декабря 2004 года.
Законом Смоленской области от 20 декабря 2018 года упразднённое Береснёвское сельское поселение было включено в Булгаковское сельское поселение.
Главой поселения и Главой администрации является Сазанкова Татьяна Ивановна.

## Географические данные
- Общая площадь: 395,4 км²
- Расположение: северная часть Духовщинского района
- Граничит:
  - на севере — с Береснёвским сельским поселением
  - на востоке — с Третьяковским сельским поселением
  - на юго-востоке — с Духовщинским городским поселением
  - на юге — с Бабинским сельским поселением
  - на юго-западе — со Смоленским районом
  - на западе — с Демидовским районом
- По территории поселения проходит автомобильная дорога Р136 Смоленск — Нелидово
- По территории поселения проходит железная дорога Смоленск — Озёрный, станции: Ерыши.
- Крупные реки: Гобза, Царевич.

## Население
| 2011 | 2012 | 2013  | 2014  | 2015 | 2016 | 2017 |
| ---- | ---- | ----- | ----- | ---- | ---- | ---- |
| 804  | ↘775 | ↘741  | ↘709  | ↗710 | ↘701 | ↗703 |
| 2018 | 2019 | 2020  | 2021  |      |      |      |
| ↗704 | ↘676 | ↗1101 | ↗1128 |      |      |      |

Общая численность населения — 1040 человек.

## Населённые пункты
В состав поселения входят 79 населённых пунктов: